# كوني سميث
كوني سميث (بالإنجليزية: Connie Smith)‏ هي كاتبة غنائية وموسيقية ومغنية ومغنية مؤلفة وملحنة أمريكية، ولدت في 14 أغسطس 1941 في إلخارت في الولايات المتحدة.

## وصلات خارجية
- الموقع الرسمي
- كوني سميث على موقع IMDb (الإنجليزية)
- كوني سميث على موقع ميوزك برينز (الإنجليزية)
- كوني سميث على موقع ديسكوغز (الإنجليزية)
- كوني سميث على موقع قاعدة بيانات الفيلم (الإنجليزية)